# Сабанеев, Владимир Дмитриевич
Влади́мир Дми́триевич Сабане́ев (31 мая 1927 — 7 февраля 1981) — политический работник Вооружённых Сил СССР, вице-адмирал (5.05.1978).

## Биография
Родился 31 мая 1927 года в городе Подольске в семье служащих.
В 1941 году окончил 7 классов Малаховской средней школы № 5.
С октября 1941 года — по январь 1942 года — доброволец-сандружинник военно-санитарного поезда № 65.
С 1942 года — рабочий Московского станкостроительного завода «Красный пролетарий». Работу совмещал с учебой в вечернем заводском станкостроительном техникуме, два курса которого окончил в 1944 году.
С 1944 года — курсант Выборгского интендантского военно-морского училища.
В 1946 году — вступил в члены ВКП(б).
По окончании училища с сентября по декабрь 1947 года — в распоряжении командующего ВВС 8-го ВМФ (Северо-Балтийский флот).
С конца 1947 года — офицер продовольственного отделения 10-го, начальник продовольственных отделений 516-го, 515-го отдельных авиатехнических батальонов ВВС 8-го ВМФ.
С марта 1950 года — секретарь партийного бюро 515 -го отдельного авиатехнического батальона.
С июля 1950 года — помощник по комсомольской работе начальника политотдела 19-й минно-торпедной авиадивизии ВВС 8-го ВМФ.
С 1953 года по 1957 год — слушатель Военно-политической академии им. В. И. Ленина. Академию окончил с золотой медалью.
С августа 1957 года — начальник комсомольского отдела — помощник по комсомольской работе начальника Политуправления Балтийского флота.
С июня 1963 года — заместитель начальника политотдела Военно-морской базы в городе Балтийск.
С сентября 1963 года — начальник политотдела 36-й бригады ракетных катеров Балтийского флота.
С 1966 года по 1968 год — слушатель Военной академии Генерального штаба Вооруженных сил СССР им. К. Е. Ворошилова. Академию окончил с золотой медалью.
С 1968 года — начальник политотдела 4-й учебной дивизии кораблей Ленинградской ВМБ.
С 1971 года — 1-й заместитель начальника Политуправления Балтийского флота.
С 4 ноября 1973 года — контр-адмирал.
С 1974 года — 1-й заместитель начальника Политуправления Военно-морского флота.
С 1977 года — член Военного совета — начальник Политуправления Тихоокеанского флота.
С 5 мая 1978 года — вице-адмирал.
Депутат Верховного Совета РСФСР (1980—1981), делегат XXVI съезда КПСС, делегат XIII съезда ВЛКСМ.
Погиб 7 февраля 1981 года в авиакатастрофе в Пушкине Ленинградской области. Похоронен в Санкт-Петербурге на Серафимовском кладбище.

## Награды
- орден Трудового Красного Знамени
- два ордена Красной Звезды
  - Медали СССР в том числе:
  - «За боевые заслуги»
  - «За отличие в охране государственной границы СССР»
  - «За отвагу на пожаре»
  - «За оборону Москвы»
  - «За Победу над Германией в Великой Отечественной войне 1941—1945 гг.»
  - «За доблестный труд в Великой Отечественной войне 1941—1945 гг.»
  - «Ветеран Вооружённых Сил СССР»
  - «За освоение целинных земель»

Иностранные награды
- Орден «9 сентября 1944 года» с мечами. (БНР)

## Память
В 1984 году морской тральщик Тихоокеанского флота получил наименование «Вице-адмирал Сабанеев», одна из улиц города Владивостока названа именем адмирала. Средняя общеобразовательная школа №15 в Подольске имени вице-адмирала В. Д. Сабанеева